# Škola Goldy Meirové
Škola Goldy Meirové (anglicky: Golda Meir School), dříve Fourth Street School, je veřejná škola okresu Milwaukee pro nadané a talentované žáky, nacházející se v Milwaukee ve státě Wisconsin ve Spojených státech. Škola byla přejmenována na počest izraelské premiérky Goldy Meirové, která zde v letech 1906 až 1912 studovala. Budova je zanesena v Národním seznamu historických míst (National Register of Historic Places) a je Národní historickou památkou (National Historic Landmark).
Samotná budova školy byla postavena ve stylu románské architektury v letech 1889 až 1890 na základě návrhu architekta H. C. Kocha.